# Казе Кампанела (Ферара)
Казе Кампанела (итал. Case Campanella) је насеље у Италији у округу Ферара, региону Емилија-Ромања.
Према процени из 2011. у насељу је живело 63 становника. Насеље се налази на надморској висини од 8 м.